# LeRoy Samse

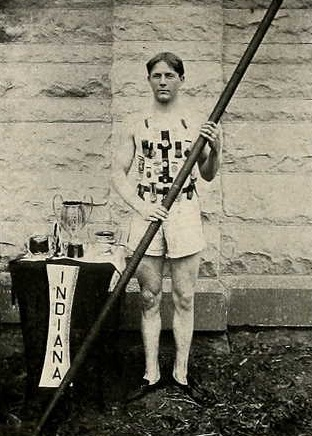
LeRoy Samse, ca. 1906

LeRoy Perry Samse (* 13. September 1883 in Kokomo, Indiana; † 1. Mai 1956 in Sherman Oaks, Los Angeles) war ein US-amerikanischer Leichtathlet, der zu Beginn des 20. Jahrhunderts als Stabhochspringer erfolgreich war. Er sprang Weltrekord und gewann eine olympische Silbermedaille.
Zum Stabhochsprungfinale der Olympischen Spiele 1904 in St. Louis traten sechs US-Amerikaner sowie der Deutsche Paul Weinstein an. Olympiasieger wurde Charles Dvorak mit dem olympischen Rekord von 3,50 m. Vier weitere Amerikaner beendeten den Wettkampf mit übersprungenen 3,35 m, wobei LeRoy Samse aufgrund der geringsten Anzahl an Fehlversuchen Platz zwei zuerkannt wurde.
In den beiden folgenden Jahren sprang Samse vier Weltrekorde:
- Freiluft:
  - 3,74 m und 3,78 m am 2. Juni 1906 in Evanston
- Halle:
  - 3,44 m am 11. März 1905 in Milwaukee
  - 3,49 m am 22. Januar 1906 in Cincinnati

Im Jahr 1906 gewann er mit 3,48 m die US-amerikanische Meisterschaft. 